# Benedykt Kocot
Benedykt Kocot (né le 11 avril 1954 à Chrzastowice) est un coureur cycliste polonais. Spécialiste de la piste, il a notamment été champion du monde de tandem avec Janusz Kotlinski en 1976. Lors des Jeux olympiques de 1972 à Munich, il a remporté la médaille d'argent dans cette discipline avec Andrzej Bek.

## Biographie
Benedykt Kocot est un spécialiste des disciplines du sprint sur piste dans les années 1970. Il est trois fois champion de Pologne de vitesse. En 1975 et 1976, il est champion du monde de tandem, avec Janusz Kotliński. Cependant, en 1975, le duo est disqualifié, pour non-présentation au contrôle antidopage.
Kocot participe à trois reprises aux Jeux olympiques d'été. En 1972 à Munich, il remporte le bronze en tandem avec Andrzej Bek. En 1975, il remporte le classement général du premier Grand Prix des pays socialistes, qui comprenait les Grands Prix de vitesse de l'Allemagne de l'Est, de la Pologne et de la Tchécoslovaquie.
Après sa carrière, il étudie l'aménagement paysager et l'horticulture. Il est devenu ingénieur horticole, puis a travaillé comme entraîneur dans le cyclisme. 

## Palmarès

### Jeux olympiques
- Munich 1972
  -  Médaillé de bronze du tandem
  - 19e de la vitesse individuelle (en)
- Montréal 1976
  - 13e de la vitesse individuelle (en)
- Moscou 1980
  - 2e tour de la vitesse individuelle (en)

### Championnats du monde
- 1974
  -  Médaillé de bronze du tandem
- 1975
  -  Champion du monde de tandem (avec Janusz Kotlinski)[4]
- 1976
  -  Champion du monde de tandem (avec Janusz Kotlinski)

### Championnats nationaux
- Champion de Pologne de vitesse en 1972, 1976, 1977, 1979 et 1980